# Regina (Parijs)
Regina is een historisch merk van motorfietsen.
Pagis & Co., Paris (1905-1915). 
Frans merk dat motorfietsen met Zürcher-, Buchet- en Peugeot-motorblokken maakte.
- Andere merken met de naam Regina, zie Regina (Derby) - Regina (Ilford).